# Vall de Castellbò
La Vall de Castellbò és una vall de l'Alt Urgell, drenada per la riera de Castellbò que neix damunt el llogaret de Seix i aflueix per la dreta a la riera d'Aravell, tributària del Segre. La vall és retallada dins un bloc enlairat damunt la ribera de la Seu. És tancada, al nord, per un gran fondal solcat, a més pels barrancs de capçalera d'Albet, de Solanell i de Sendes i dominat pels puigs de Solanell i de Mongetes, a poc més de 2.000 metres cadascun.
Actualment la Vall de Castellbò pertany al municipi de Montferrer i Castellbò, i és una entitat municipal descentralitzada, anomenada vila i vall de Castellbò. Abans la Vall de Castellbò havia estat constituïda com a municipi sense incloure la vila de Castellbò, que era un municipi independent, fins que ambdós s'uniren el 1920 i més tard annexats a Montferrer i Castellbò.